# Cangkol (Plupuh)
Cangkol is een bestuurslaag in het regentschap Sragen van de provincie Midden-Java, Indonesië. Cangkol telt 2427 inwoners (volkstelling 2010).